# Abu al-Hasan al-Ashari
Abu al-Hasan al-Ashari levde mellan 873 och 935 och grundade den asharitiska skolan. Han kallas ofta för en av sunniislams största och mest inflytelserika tänkare. Han var också den person som återinförde ortodoxa dogmer. Han kallade sig själv för hanbalit.

## Förvärvsteorin
Det teologiska spörsmålet om människans fria vilja och determinismen hade delat muslimska tänkare i två grupper. Al-Ashari kom dock med en lära, mycket influerad av grekiska och mu'tazilitiska teoriser, som kunde förena dessa två skilda ståndpunkter.
Hans teori skulle komma att kallas för förvärvsteorin.
Till skillnad från mutaziliterna var al-Ashari en determinist. Han betonade alltså Guds allmakt och Guds roll som Skaparen. Det var endast Gud som skapade handlingar i skeden i världen. Emellertid, menade al-Ashari, förvärvade människan dessa av Gud skapade handlingar. I en orsakskedja är handlingen därför människans, även om både handlingen och människan är skapad av Gud. Människan är alltså ansvarig för sina förvärvade handlingar, men de är skapade av Gud.

## Bakgrund
Al-Ashari började sin teologisk bana som mu'tazilit och således har den mutazilitiska skolan påverkat hans teologi. Han frångick dock mutaziliterna efter att Muhammed kommit till honom i tre olika drömmar. Muhammed uppmaningar i drömmarna ledde till att al-Ashari frångick sin mutazilitiska lärare Abu Ali al-Jubba'i för att i stället formulera en egen lära. Brytningen har också formulerats i en dialog mellan dessa två om ett hypotetiskt problem om människan som syndare, där eleven lyckades ”vinna”.

## Läran formas
Al-Ashari använde sig av mutaziliternas sätt att bemöta teologiska problem, men också för att kritisera dem. Detta kan bland annat ses i den nämnda tänkta dialogen mellan al-Ashari och hans mutazilitiska lärare al-Jubba'i. Med hjälp av logisk härledning kritiserar han just logisk härledning och menar att mutaziliterna sätter för stor tilltro till detta. Han menade att förnuftet och logiken endast är ett redskap och att det är uppenbarelsen som är primär.
Al-Ashari förenade olika muslimska skolor och ytterligheter.
Bland flera centrala och viktiga diskussioner han förde kan nämnas den om Guds eventuella antropomorfa natur, om determinism och om huruvida Koranen är skapad.